# Gargarismo
Los gargarismos son medicamentos líquidos utilizados para enfermedades de la boca cuyo vehículo principal suele ser el agua. Se introducen en la boca y para conseguir un contacto más perfecto de tales líquidos con la membrana mucosa de las fauces se agitan en todos los sentidos por movimientos repetidos de los carrillos y lengua a la vez que se hace penetrar a la mayor profundidad posible dejando que salga el aire por la laringe para evitar la penetración de aquellos en las vías respiratorias y después de un contacto más o menos prolongado se arrojan al lavabo.
Actualmente, tienen un uso limitado estando indicados, por ejemplo, como tratamiento paliativo en algunas enfermedades para aliviar la irritación de la garganta. Antiguamente, sin embargo, eran muy comunes estando compuestos de una disolución salina o de una infusión de plantas edulcorada con un melito o un jarabe simple o compuesto. Podían ser emolientes, refrescantes, astringentes o estimulantes según las indicaciones.
A finales del siglo XIX, se citaban los siguientes tipos de gargarismos:
- Gargarismo acidulado
- Gargarismo antiescorbútico
- Gargarismo antiséptico
- Gargarismo astringente
- Gargarismo astringetne de Januart
- Gargarismo boratado
- Gargarismo de clorato potásico
- Gargarismo clorhídrico
- Gargarismo clorurardo
- Gargarismo creosotado
- Gargarismo detersivo
- Gargarismo mercurial
- Gargarismo sulfúrico